# Fairland (schip, 1942)

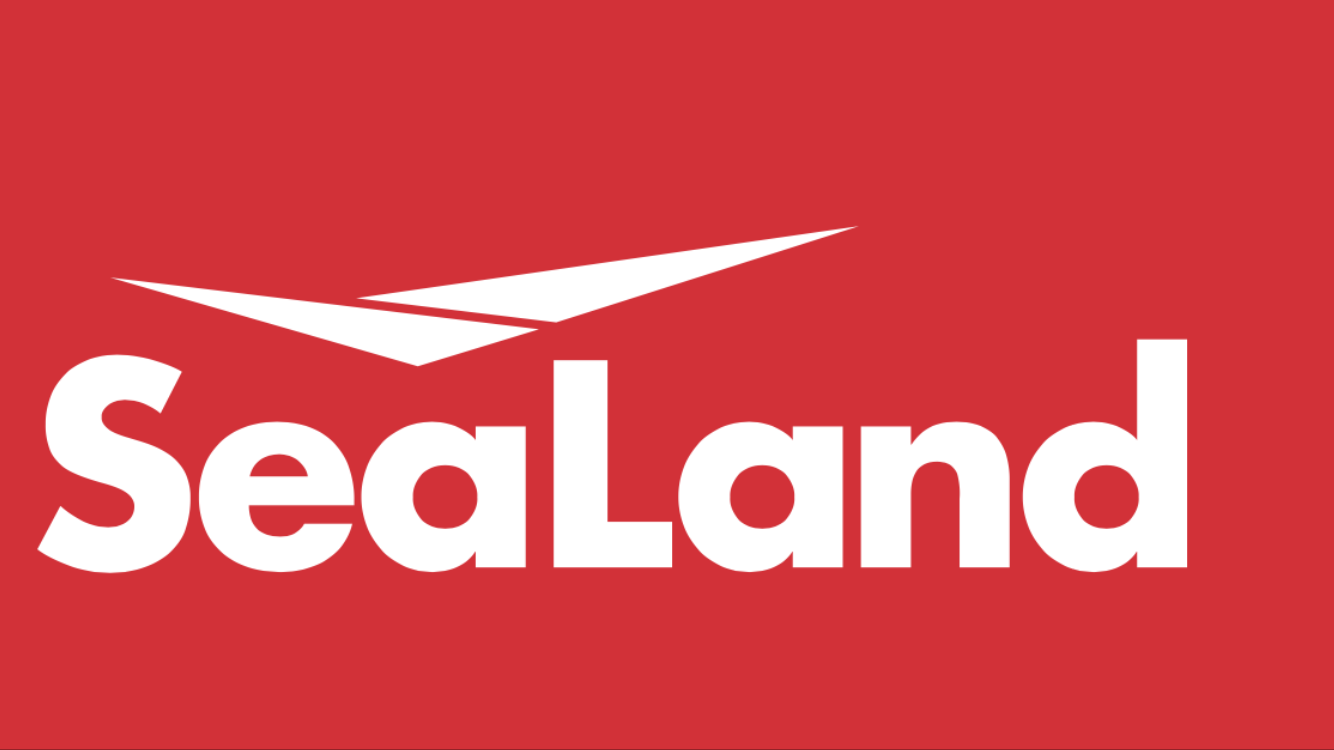

De Fairland was een Amerikaans vrachtschip dat in 1942 te water werd gelaten. Het diende tijdens de Tweede Wereldoorlog als vrachtschip en als troepentransportschip. Op 3 mei 1966 was de Fairland het eerste schip dat in de haven van Rotterdam arriveerde met uitsluitend containers. 

## Geschiedenis
Het schip was het derde schip uit een serie van 36 vrachtschepen van het type C2-S-E1, dat door de U.S. Maritime Commission in gebruik werd genomen. Het vertrok van de werf naar Europa, daarna vanuit Philadelphia door het Panamakanaal naar Australië, Iran en Uruguay, voor het terugkeerde naar New York. Daar werd het omgebouwd naar wat omschreven werd als "attack transport" schip, dat 1.393 soldaten kon vervoeren. De volgende drie jaar voer de Fairland tussen San Francisco en de Filipijnen, Australië, Funafuti, Milne Bay, Enewetak, Guam, Saipan, Ulithi, Okinawa en Midway. In 1945 naar Japanse havens. In februari 1946 keerde het terug in Mobile en werd het overgedragen aan de Waterman Steam Shipping Corporation, die het weer ombouwde en inzette voor de handelsvaart. 
In het najaar van 1957 werd de Fairland in Chickasaw weer omgebouwd, nu als containerschip. De tussendekken werden verwijderd en frames geplaatst om containers te kunnen vastzetten. De romp werd met zo'n kleine 3 meter verbreed door middel van uitbouwen om er twee portaalkranen op te kunnen monteren. Daarmee konden de 226 35-voets containers worden verplaatst. Na de ombouw maakte het deel uit van een vloot van vijf zusterschepen die voeren tussen havens aan de Amerikaanse oostkust en de haven van Houston. Kort daarna ging het deel uitmaken van Sea-Land Service’s offshore met als eerste bestemming San Juan, Puerto Rico in 1958. 
Sea-Land was de eerste rederij die zeeschepen uitsluitend met containers belaadde en een volledige gecontaineriseerde Transatlantische dienst startte. Eind april 1966 vertrok de Fairland uit de haven van Elizabeth N.J. als het eerste schip dat met uitsluitend containers Noord-Europese havens aan ging doen. Een flink deel van de voor Europa bestemde lading bestond uit gevaarlijke lading, inspecteurs van het National Cargo Bureau inspecteerden of de lading en documentatie wel overeenkwamen met zowel de U.S. hazardous cargo regulations en die van de International Maritime Consultative Organization, tegenwoordig bekend als de International Maritime Organization (IMO). Op 3 mei 1966 arriveerde de Fairland in de haven van Rotterdam. Dat gebeurde destijds onder toeziend oog van koningin Juliana bij de European Container Terminus. Het schip in dienst van rederij SeaLand laadde en loste de 35-voets containers met twee eigen brugkranen. Na op 6 mei 1966 ook Bremen aangelopen te hebben volgde Grangemouth in Schotland, waar Schotse whisky werd geladen die speciaal voor de USA was gestookt.
Het schip bleef in dienst tot 1975, waarna het schip in Hong Kong werd gesloopt.

## Incident
Op 20 september 1967 kwam het schip in dichte mist in aanvaring met het 10.000-tons vrachtschip Silver Shelton bij Puget Sound. Dat schip moest zo'n kleine 30 kilometer boven Seattle op het strand worden gezet. De enige brokken die de Fairland ooit maakte.

## Trivia
De grote bronzen scheepsbel staat in een vitrine in het American Merchant Marine Museum in Kings Point, N.Y.